# Neue Synagoge (Regensburg)

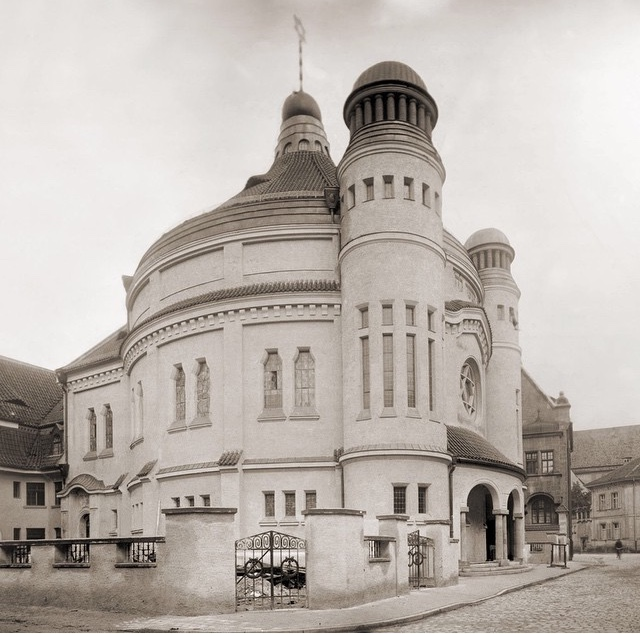
Die Regensburger Synagoge
(1912–1938) nach Plänen von Joseph Koch und Franz Spiegel

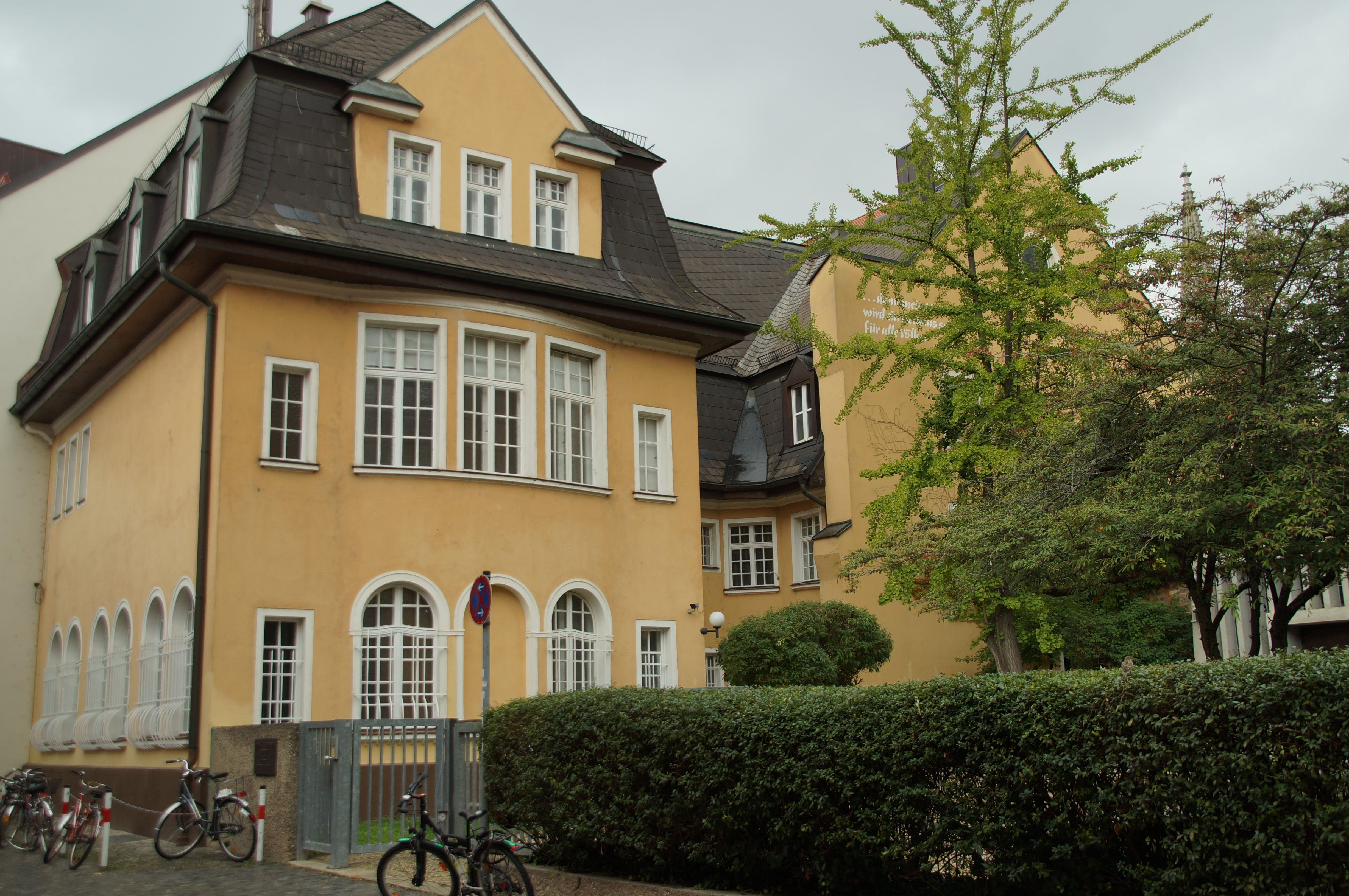
Das jüdische Gemeindehaus

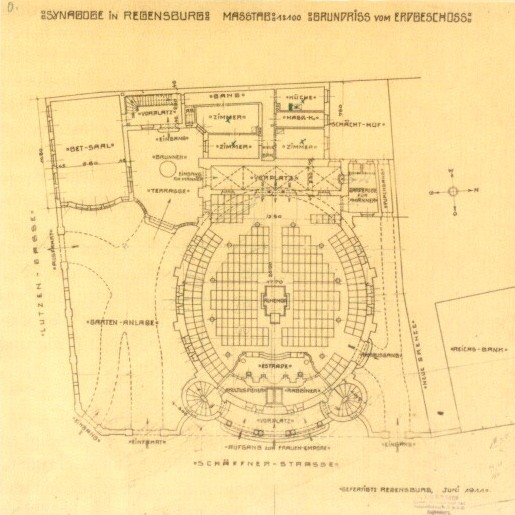
Plan „Grundriss vom Erdgeschoss“ mit Außenanlagen (Juni 1911)

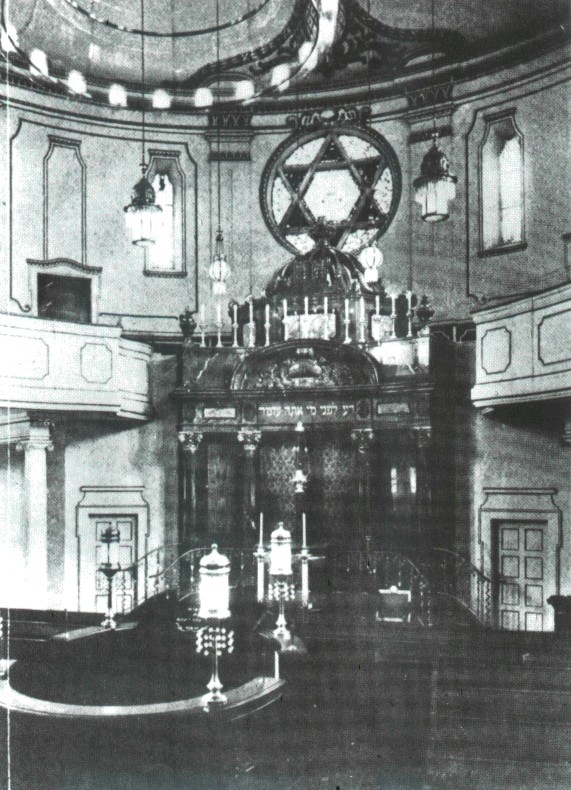
Innenansicht (1912)

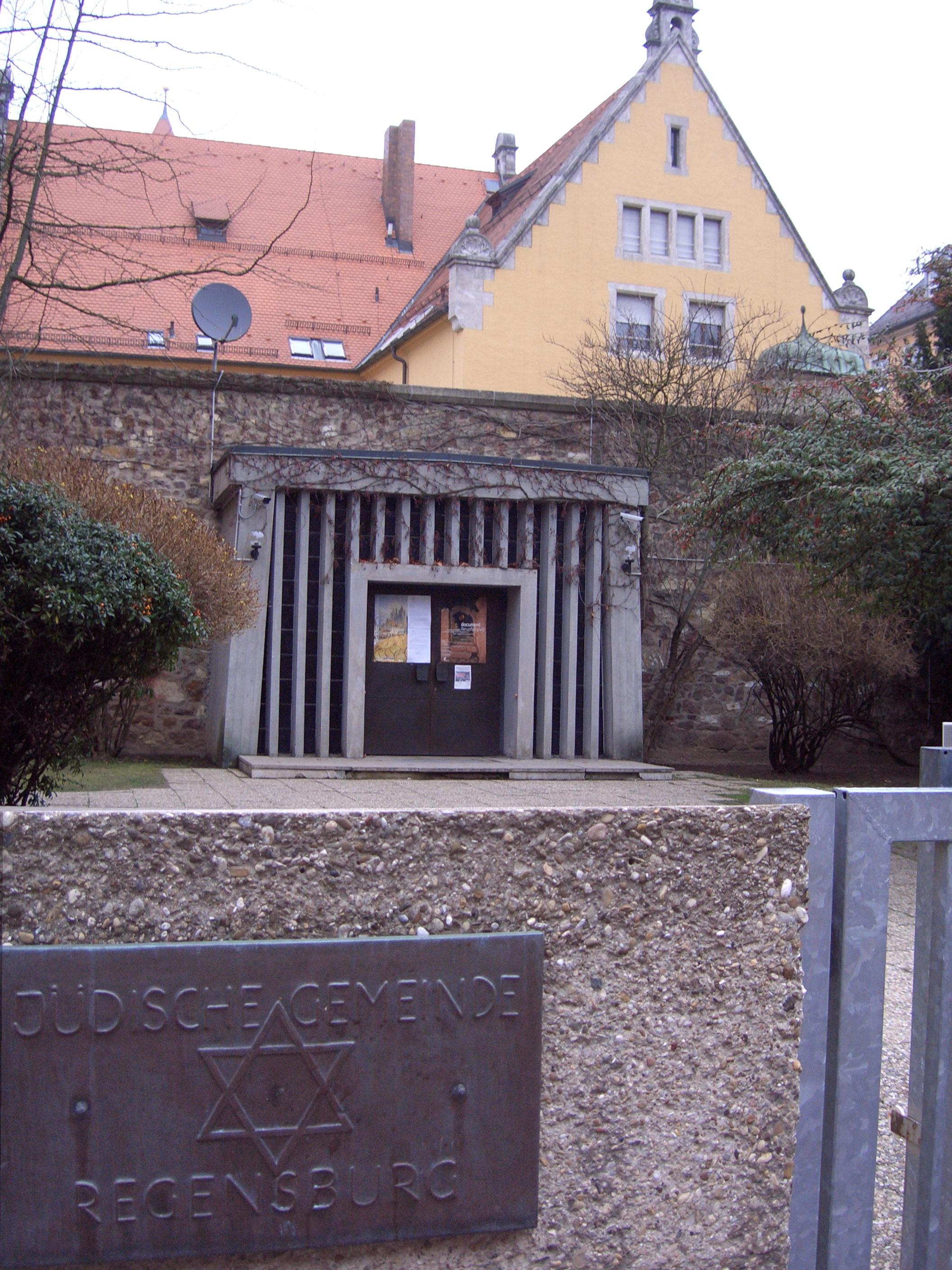
Südansicht des ehemaligen Betsaals, der als Nachkriegslösung diente

Die Neue Synagoge in Regensburg wurde 1912 als die zeitlich dritte Synagoge in der Schäffnerstraße (heute Am Brixener Hof 2) erbaut. Diese Synagoge wurde beim Novemberpogrom im Jahr 1938 zerstört.
Am 27. Februar 2019 fand die Einweihung des modernen Neubaus der zeitlich vierten Synagoge in Regensburg statt. Das erhaltene historische Gemeindehaus wurde dabei in das Jüdische Gemeindezentrum integriert.

## Geschichte

### 1912 erbaute Synagoge und Vorläufer-Synagoge
Nach Erlass des Bayerischen Judenediktes im Jahr 1813 wuchs die jüdische Bevölkerung in Regensburg stark an. Als provisorische Synagoge diente zunächst das ehemalige Patrizierhaus Steyerer im sogenannten Wollerhaus in der Unteren Bachgasse 5, das im Lauf der Zeit stark baufällig wurde. Vorausschauend hatte die jüdische Gemeinde bereits im Jahr 1904 ein Grundstück in der Schäffnerstraße erworben, um dort eine neue Synagoge zu errichten. Nach einem Teileinsturz der Decke im Betraum während eines Gottesdienstes in der bisher als Provisorium genutzten Synagoge wurden die Planungen zu einem Synagogen-Neubau forciert und es wurde ein Architektenwettbewerb ausgeschrieben. Nach dem im Jahr 1908 durchgeführten Architektenwettbewerb zog der Favorit Heinrich Hauberrisser seine Entwürfe aus nicht überlieferten Gründen wieder zurück. Die Entwürfe des österreichischen Spezialisten für den Bau von Synagogen Wilhelm Stiassny im Stil der Neorenaissance fanden zwar die Zustimmung bei Stadtbaurat Adolf Schmetzer, sie scheiterten aber an einem Gutachten der Regierungsbaubehörde vom 5. August 1909 aufgrund der stilistischen Unvereinbarkeit mit dem historischen Stadtbild von Regensburg. Nur ein später Jahr legten der Architekt Joseph Koch und sein Baumeister Franz Spiegel einen neuen Entwurf vor, der auf breite Zustimmung stieß. Nach Erweiterung der Vorentwürfe kam es Anfang 1911 zunächst zum Abbruch des Gebäudes Eichstätter Hofs am erworbenen Grundstück und unmittelbar danach zum Baubeginn nach den überarbeiteten Plänen. Bereits am 29. August 1912 konnte die Synagoge feierlich in zusätzlicher Anwesenheit der nichtjüdischen Bevölkerung eingeweiht werden. Der amtierende Bürgermeister Otto Geßler bekundete bei seiner Ansprache den allzeitigen Schutz der Synagoge durch die Stadt Regensburg.
Westlich neben der Synagoge wurde unmittelbar an der Brandmauer zum Synagogenbau nach Plänen desselben Architekten zeitgleich ein Gemeindehaus errichtet. Es diente als Dienstwohnung für den Kantor, den Kultusdiener und den Hausmeister. Im Haus verteilt befanden sich unterschiedlich große Sitzungsräume. Im Keller des Hauses befand sich auch das jüdische Ritualbad.

### Baukörper und Ausstattung
Koch entwarf aufgrund der topografischen Besonderheiten des Geländes einen ovalen anstatt dem üblichen rechteckigen Grundriss. Abgeschlossen wurde der geostete Raum oben durch eine monumentale, stahlträgerarmierte Kuppel. Der Baukörper wurde durch zwei prägnante Türme mit einem ebenfalls ovalen Grundriss flankiert. Der Raum bot Platz für 290 Männer im ebenerdigen Zentralbereich und 215 Frauen auf der konzentrisch ausgeführten Frauenempore, die die jeweiligen Bereiche über getrennte Eingänge betreten konnten.
Die Ausstattung wies durch die Mittellage des Almemors (Lesepult) auf eine orthodoxe Ausrichtung der Gemeinde hin. Dem Raumgrundriss entsprechend wurde der Almemor in einem Oval ausgeführt. Der Thoraschrein wurde von vier korinthischen Säulen gestützt. Er bestand aus poliertem, dunkel glänzenden Marmor. Der Schrein selbst wirkte wie der Eingang eines Tempels. An der Kuppel, die eine Krone trug, waren die Gesetzestafeln zu sehen.
Koch legte zudem großen Wert auf die Wirkung der natürlichen und künstlichen Lichtverhältnisse. Dies zeigte sich auch in der detaillierten Planung der handgefertigten Beleuchtungskörper.

### Baugeschichtliche Bedeutung
Das Gebäude war ein repräsentativer Vertreter des Synagogenbaus vor dem Ersten Weltkrieg. Es entsprach keinem tradierten Stil, sondern „suchte die überhöhende Monumentalisierung einer barocken Grundlinie.“ Für Koch war dies der erste Synagogenbau und dürfte vermutlich der Repräsentativste seines Schaffens überhaupt gewesen sein. In seinem Werkverzeichnis führt er diesen Auftrag unter dem Punkt Kirchen! (Sic!)

### Zerstörung der Synagoge
In der Nacht vom 9. auf den 10. November 1938 wurde die Synagoge durch eine Abteilung von NSKK-Männern in Brand gesteckt und brannte völlig aus. Löscharbeiten durften auf Befehl des damaligen Bürgermeisters Otto Schottenheim, der vor Ort persönlich anwesend war, nur zum Schutz der anliegenden Gebäude ausgeführt werden. So blieb das Gemeindehaus damals erhalten. Die Ruine der Synagoge wurde in den folgenden Monaten komplett abgetragen. Ein letzter hoher Mauergiebel wurde im Januar 1939 entfernt. Vor dem verbliebenen Gemeindehaus war eine Freifläche von 650 Quadratmeter entstanden, die planiert und zunächst als Parkplatz genutzt wurde. Der Platz und das anschließende leere Grundstück wurden im April 1942 als Sammelstelle für jüdische Bürger missbraucht, die  deportiert werden sollten.
Nach dem Zweiten Weltkrieg wurde ein Raum des Gemeindehauses als Synagogenersatz benutzt. 1968 bis 1971 wurde ein Betsaal im modernen Stil auf dem frei gebliebenen Synagogengelände errichtet. Diese Interimslösung wurde später wieder abgerissen.

## Gemeindezentrum mit Synagoge von 2019

### Das Grundstück
Der Neubau der heutigen Synagoge sollte auf dem bisherigen alten Grundstück erfolgen, das in den zurückliegenden Jahrzehnten so geschichtsträchtig geworden war, das aber auch eine noch ältere Geschichte hat. Nach 1241 war das Grundstück für lange Zeit im Besitz des Bistums Eichstätt. Hier befand sich der ehemalige Eichstätter Hof, das als  Quartier der Bischöfe von Eichstätt bei Anwesenheit in Regensburg diente. Im Dreißigjährigen Krieg wurde das Gebäude im Verlauf der Kämpfe um Regensburg (1632–1634)  von den Schweden geplündert und zerstört. Ein Neubau von 1696 brannte 1734 aus. Nach erneuter Renovierung wurde das Gebäude zunächst vom kurbayerischen Gesandten am Reichstag genutzt. Nach 1810 nutzte das königliche Kreis- und Stadtgericht das Gebäude. Der markante zwiebelgedeckte Eckturm des Gerichtsgebäudes war im Erscheinungsbild dem Erscheinungsbild des späteren Synagogenturms sehr ähnlich.  Am Beginn des 20. Jahrhunderts erfolgte der endgültige Abbruch der alten Gerichtsgebäude im Vorfeld des geplanten Neubaus der Synagoge.
Wie üblich erfolgten auch im Vorfeld des für 2019 geplanten Neubaus der zeitlich vierten Synagoge archäologische Untersuchungen, die aber nur eine Tiefe von 1 m haben sollten. Damit war klar, dass man nicht auf Reste des Römerlagers treffen würde, die erst ab einer Tiefe von 2 m zu erwarten waren. Bei den Grabungen bis zur Tiefe von 1 m konnten südlich anschließend an die Fundamente der zerstörten Synagoge und vorhandene Mauern und Fundamente des Eichstätter Hofes nachgewiesen werden. Sie wurden dort belassen, ebenso wie vorgefundene Mauerreste der zerstörten und abgetragenen Synagoge. Aus dem Abbruchschutt der Vorgängersynagoge geborgen und gesichert wurden viele Glas- und Metallfunde von zerstörten Fenstern und Ausstattungen der zerstörten Synagoge, darunter auch eine Fensterschere.

### Das Gebäude
Von 2017 bis 2019 wurde auf dem Gelände erneut eine Synagoge mit moderner Formensprache gebaut, die vom Büro Staab Architekten geplant wurde. Die Fertigstellung der Raumschale des Jüdischen Gemeindezentrums mit Synagoge erfolgte zum Ende des Jahres 2018, 80 Jahre nach der Zerstörung der 1912 entstandenen Synagoge. Die Einweihung des Neubaus fand am 27. Februar 2019 statt, 500 Jahre nach der Vertreibung der Juden im Jahr 1519.